# Classic Albums: The Dark Side of the Moon
Classic Albums: The Dark Side of the Moon é um documentário britânico de 2003 que relata como foi gravado o álbum The Dark Side of the Moon, da banda musical Pink Floyd. Além dos integrantes do Pink Floyd, conta a participação do engenheiro de som Alan Parsons.
Roger Waters dá algumas explicações sobre as letras e faz uma versão acústica de Brain Damage, além de explicar como foram gravados os efeitos sonoros de Money. David Gilmour mostra uma versão acústica de Breathe e relata passos de gravação de guitarras e edição das músicas. Richard Wright faz um relato de como foram compostas The Great Gig In The Sky e Us And Them. Nick Mason conta como foram os passos para mixagens, participações etc. Pequenos segredos são revelados, como por exemplo as vozes presentes no disco e como se chegou a algumas versões finais das músicas.
Extras/entrevistas
1. "Brain Damage"
2. "Money"
3. "Us And Them
4. A Visão de Mundo de Waters
5. "Breathe"
6. "Time"
7. Waters e o Rock 'n' Roll
8. Chris Thomas
9. A Guitarra de Gilmour: Breathe
10. A Guitarra de Gilmour: The Great Gig In The Sky
11. A Guitarra de Gilmour: Us And Them
12. Gerry Dá a Última Palavra.

Ficha Técnica
Produzido no Reino Unido em 2003
Produtores executivos da Eagle Rock Entertainment - Terry Shand e Geoff Kempin

Co- produtor executivo da Isis Productions - Jamie Rugge-Price

Produtores - Nick de Grunwald e Martim R. Smith

Diretor - Matthew Longfellow
Uma produção Isis Productions em co-produção com Eagle Rock Entertainment Ltd com arranjo de Pink Floyd Music Ltd.